# 下村虎六郎
下村虎六郎（日语：／ Shimomura Korokurō；1884年10月3日—1955年4月20日），原姓內田，日本教育家及文學家，亦有筆名下村虎人及下村湖人。1909年畢業於東京帝國大學文學科的下村虎六郎，就學於中學即有文采，並以内田夕闇投稿報刊。歷任佐賀當地佐賀中學、唐津中學教師與校長等職。
下村虎六郎生於佐賀縣神埼郡千歲村大字崎村（今神埼市千代田町崎村），畢業於東京帝國大學英文系。大學畢業後任佐賀中學校教師，及佐賀中學校校長。
1925年，下村前往台灣擔任臺中第一中學校（今臺中市立臺中第一高級中等學校）校長，1929年則出任臺灣總督府臺北高等學校教頭，不久後則真除為該校校長。1931年，他辭去校長教職，回日擔任大日本連合青年團囑託、指導主任、講習所所長等職，退休晚年則專事自由演講與寫作。
以筆名下村湖人聞名於日本學政界的下村虎六郎，除了對日台兩地文學與教育頗有貢獻外，最特殊的是他具有自由主義與反戰的思路，二戰期間，他是少數敢批評日本軍國主義的學者，反戰思想散見於《次郎物語》、《論語物語》等。

## 著作
内田夕闇
- 《冬青葉》歌集 ，新政社，1933年

下村虎六郎／下村虎人
- 《人生を語る》，泰文館（日语：泰文館），1933年
- 《敎育的反省》，泰文館，1934年
- 《凡人道》，日本青年館，1934年
- 《眞理に生きる》，泰文館，1935年
- 《魂は歩む》，泰文館，1936年

下村湖人

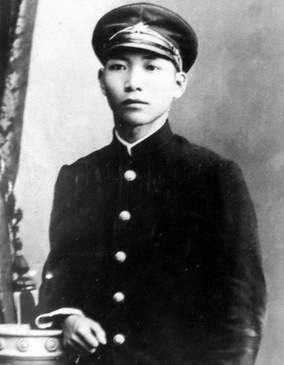
學生時代的内田虎六郎

- 《人閒生活の意義》，佐藤新興生活館，1937年
- 《論語物語》，大日本雄辨會講談社，1938年
 ，のち角川文庫、講談社学術文庫
- 《自己表現と奉仕》，泰文館，1940年
- 《塾風教育と協同生活訓練》，三友社，1940年
- 《修道夜話》，泰文館，1941年
- 《佐藤信淵》，大日本雄辨會講談社，1942年
 ，のち偉人傳文庫
- 《青少年のために》，小山書店，1943年
- 《心窗記》，開隆堂，1943年
- 《煙仲間》，偕成社，1943年
- 《若き建設者》，第一書房，1943年
- 《我等の誓願》，小山書店，1944年
- 《教育の新理念と農村文化》，日光書院，1947 (日本建設新書)年
- 《次郎物語》第一部〜第四部 ，小山書店，1947–49年
 ，のち角川文庫、新潮文庫、旺文社文庫、ポプラ社文庫、偕成社文庫
- 《眼ざめ行く子ら》，海住書店，1951年
- 《少年のための次郎物語》1, 2， 学童社，1951–52年
- 《人生随想  心窓去来》，高風館，1951年
- 《現代訳論語》，池田書店，1954年
 ，のち角川文庫，新版PHP選書
- 《青年の思索のために》，新潮文庫，1955年
- 《隣人》全集 4 ，池田書店
- 《隣人》全集 9 ，国土社
- 「下村湖人全集」全18巻， 池田書店，1955–57年
- 「下村湖人全集」新版全10巻  ，池田書店，1965年
- 《この人を見よ － 田澤義鋪の生涯》，田沢義鋪顕彰会 ，1966年
- 「下村湖人全集」全10巻 ，国土社，1975–76年
- 吉川出善編 《下村湖人全短歌集成》，池田書店，2004年